# IC 2024
IC 2024 — галактика типу SBc () у сузір'ї Сітка.
Цей об'єкт міститься в оригінальній редакції індексного каталогу.